# Schwalmverband

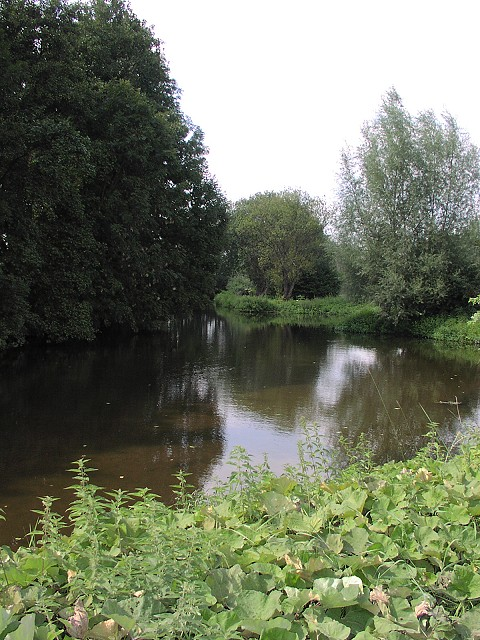
Die namensgebende Schwalm

Der Schwalmverband ist ein Wasser- und Bodenverband, der in den Regierungsbezirken Düsseldorf und Köln tätig ist. Sein Sitz ist in Brüggen.

## Verbandsgebiet
Das Verbandsgebiet erstreckt sich von Brüggen bis Erkelenz und von Mönchengladbach bis zur niederländischen Grenze. Damit werden die Kreise Heinsberg und Viersen berührt.  Betroffen sind hier die Kommunen Brüggen, Erkelenz, Mönchengladbach, Niederkrüchten, Schwalmtal und Wegberg.
Das Einzugsgebiet der Schwalm umfasst 277 Quadratkilometer. Der Verband ist für 250 Quadratkilometer zuständig.
Neben der Schwalm mit 33.171 m in Deutschland werden folgende Hauptgewässer bewirtschaftet:
- Mühlenbach mit 13.475 Metern Länge
- Kranenbach mit 9709 Metern Länge
- Beeckbach mit 9154 Metern Länge
- Knippertzbach mit 6705 Metern Länge
- Diergardt’scher Kanal mit 4725 Metern Länge
- Elmpter Bach mit 3773 Metern Länge
- Lütterbach mit 2948 Metern Länge
- Slipsbach mit 2475 Metern Länge
- Silverbach mit 2385 Metern Länge

Das sind insgesamt 88.520 Meter Gewässer, die zu unterhalten sind.
Dazu kommen:
- 35 Hochwasserrückhaltebecken und Retentionsanlagen
- 15 Stauanlagen
- 40 Sediment- bzw. Sandfänge
- 03 Fischaufstiegsanlagen

## Gründung
Im Jahre 1910 entstand ein Plan zur Schwalmtalmelioration. Daraufhin wurde dann 1917 eine Meliorationsgenossenschaft gegründet. 1924 stellte die Genossenschaft eigene Arbeiter ein. 1929 verbesserte man den Flusslauf der Schwalm. Im Jahre 1971 wurde das Gebiet auf das heutige Verbandsgebiet ausgedehnt. Der Melioritenverband wurde 1938 in Wasser- und Bodenverband der Schwalm und 1971 in Schwalmverband umbenannt.

## Organe
Organe des Schwalmtalverbandes sind die Verbandsversammlung, bestehend aus den stimmberechtigten Verbandsmitgliedern, und ein 14-köpfigen Vorstand. Dieser setzt sich wie folgt zusammen:
- je ein Vertreter der Mitgliedsstädte und -gemeinden
- je ein Vertreter der Mitgliedskreise Heinsberg und Viersen
- drei Vertreter der Erschwerer und Grundstückseigentümer im Verbandsgebiet
- drei von der Landwirtschaftskammer Rheinland vorgeschlagenen, im Verbandsgebiet ansässigen Vertretern